# Gayne Mons
Il Gayne Mons è una struttura geologica della superficie di Giapeto.